# Albrecht Joseph
Albrecht Joseph (né le 20 novembre 1901 à Francfort-sur-le-Main, mort le 28 avril 1991 à Los Angeles) est un scénariste et monteur allemand puis américain.

## Biographie
Le père d'Albrecht Joseph était avocat et syndic à Francfort, où il étudie au Realgymnasium et au lycée Goethe sans succès particulier. Il apprend la mise en scène au Schauspiel Frankfurt auprès de Gustav Hartung et Richard Weichert. Avec Curt Elwenspoek au théâtre de Kiel, il se lie d'amitié avec le dramaturge Carl Zuckmayer. Elwenspoek et Zuckmayer sont licenciés en 1923 en raison d’une mise en scène provocante. Joseph a aussi pour motif une inexpérience concernant le budget de répétition. Au milieu des années 1920, il est assistant-metteur en scène de Leopold Jessner à Berlin et dirige notamment Von Morgens bis Mitternachts de Georg Kaiser. Joseph obtient son doctorat en 1929 à l'université de Munich sous la direction de Fritz Strich en germanistique avec une thèse sur la poésie baroque. Il traduit des drames de Paul Claudel qu'il ne peut pas mettre en scène à cause du Troisième Reich.
Zuckmayer se fait connaître en tant qu'auteur en 1925 avec la pièce Der fröhliche Weinberg. Il associe Joseph et son frère Rudolph S. Joseph à sa publication. Joseph et Zuckmayer écrivent une pièce pour enfants, Kakadu-Kakada, qui est un échec. En 1930, tous deux travaillent dans la résidence d'été de Zuckmayer à Henndorf am Wallersee, Le Capitaine de Köpenick créée en 1931, Joseph est officiellement co-auteur du scénario du film sorti la même année. Joseph, dont les parents vivent non loin de là au lac Tegern, est membre du cercle de Henndorf.
À l'arrivée du national-socialisme en 1933, Joseph se réfugie d'abord en Autriche, puis en 1938 en Italie, en Grande-Bretagne, en France et enfin en 1939 aux États-Unis. En Californie, il travaille comme scénariste sans être mentionné et comme secrétaire privé des exilés allemands Emil Ludwig, Thomas Mann et Franz Werfel. En 1943, il s'occupe du montage du film La Pêche au trésor avec les Marx Brothers. Avec Emil Ludwig, il écrit le scénario de Hitler's Madman qui est un échec par rapport à Les bourreaux meurent aussi.
En 1945, il change également de langue dans la sphère privée et rédige désormais son journal intime et ses essais littéraires en anglais. Bien qu'il n'ait trouvé aucun éditeur pour un roman et une étude de l'antisémite Ludwig Thoma, il peut au moins facturer les commandes pour la traduction en allemand d'un livre d'Alistair Cooke et d'une œuvre d'Ernst Gombrich. Sa traduction en allemand de l'énorme biographie de Henry-Louis de La Grange consacrée à Mahler est refusée. Joseph doit s'efforcer de faire payer les frais de traduction aux tribunaux.
Dans l’industrie cinématographique hollywoodienne, Joseph trouve un emploi régulier et des revenus en tant que monteur dans la série télévisée Gunsmoke dans les années 1950. Il continue dans le cinéma sous le nom américanisé d’Al Joseph.
Joseph épouse en 1942 Lella (Magdalena) Saenger (1907–1991), une fille du diplomate Samuel Saenger. Lella Saenger a étudié auprès de Ferruccio Busoni et Arthur Schnabel, émigré en 1933 et travaille depuis 1937 à Hollywood en tant que pianiste chez MGM pour la musique de film. Après le divorce prononcée en 1958, elle devient l'épouse du compositeur Franz Waxman jusqu'en 1965.
La sculptrice Anna Mahler vient de Londres, exilée auprès de sa mère Alma Mahler, en 1950 à Los Angeles pour l'aider à déménager à New York. Joseph l'avait vue à Werfel à Vienne en 1933 et espérait se retrouver. À partir de 1951, ils vivent ensemble. En 1970, ils se marient. C’est le cinquième mariage d’Anna Mahler et le dernier. Alma Mahler désapprouve également la liaison de sa fille et ignore Joseph dans ses écrits autobiographiques. Joseph produit deux documentaires avec Anna Mahler, A Stone Figure (1954) et Tower of Masks (1965), ainsi que Alma Mahler-Werfel (1956), le seul film documentaire qui montre Alma Mahler sous un aspect lisse et non intime. À partir de 1969, Mahler et Joseph habitèrent principalement à Spolète, en Italie. En 1975, Joseph contribue à la biographie et à la plupart des photos d'un livre illustré sur Anna Mahler chez Belser-Verlag. En 1985, elle travaille à Londres auprès de sa fille Marina sans Joseph et meurt en 1988, après 38 ans de mariage, prenant finalement ses distances avec Joseph.
Les mémoires de Joseph, qu'il écrit en allemand en 1985, sont autorisés par lui après la relecture, mais ils paraissent à titre posthume. Le texte s'arrête en 1951 quand il rencontré Anna Mahler à nouveau.

## Filmographie

### En tant que scénariste
- 1931 : Le Capitaine de Köpenick
- 1932 : Un drame à quatre sous (Peter Voß, der Millionendieb)
- 1932 : La Chanson d'une nuit/Das Lied einer Nacht/Tell Me Tonight
- 1934 : Hohe Schule
- 1935 : Frischer Wind aus Kanada
- 1935 : …nur ein Komödiant (non mentionné)
- 1938 : Ballerine (non mentionné)
- 1939 : Jeunes Filles en détresse (non mentionné)
- 1943 : Hitler's Madman
- 1943 : Three Russian Girls (non mentionné)
- 1945 : I Was a Criminal
- 1964 : Der Bürge (TV)

### En tant que monteur
- 1943 : Three Russian Girls
- 1945 : Les Forçats de la gloire
- 1946 : Scandale à Paris
- 1947 : Bel-Ami (The Private Affairs of Bel Ami) d'Albert Lewin
- 1949 : La Pêche au trésor
- 1950 : A Wonderful Life
- 1950 : Second Chance
- 1950 : Again... Pioneers
- 1951 : Superman et les Nains de l'enfer
- 1952 : Les Requins font la loi
- 1952 : Les Aventures de Superman (série télévisée)
- 1956 : The Great Man
- 1957 : The Night Runner
- 1957 : L'Homme qui rétrécit
- 1958 : Desert Hell
- 1958 : Des jeux pour pleurer
- 1958-1967 : Gunsmoke (série télévisée)